# Paddy Goes to Holyhead
Paddy Goes to Holyhead (auch PGTH oder Paddies) ist eine deutsche Folk-Rock-Band.

## Name
Der Bandname ist nicht nur eine Anspielung auf den Bandnamen Frankie Goes to Hollywood, sondern bezieht sich auch auf die „Paddies“, Auswanderer aus Irland, sowie auf die walisische Hafenstadt Holyhead, die für viele Iren Durchgangsstation bei der Auswanderung war. Die Anfängerjahre der Band sind daher auch geprägt durch viele Auswandererlieder aus Irland.

## Geschichte
Gegründet wurde die Band 1988 in Darmstadt von Paddy Schmidt. Erst 1993 wurde aus der traditionellen Irish-Folk-Besetzung eine Folk-Rock-Formation. Mit der Neuorientierung wurde die Band erfolgreicher. So entstand ein aufwändiges, auf dem Mainzer Airfield gedrehtes Video zur Singleauskopplung Bound Around.
Mit ihrem Album Ready for Paddy? (1994) gelang der Band der Sprung auf Platz 50 der deutschen CD-Charts (Media Control). Mit den dazugehörigen Auskopplungen Bound Around, Love Song No. 90 und Johnny Went to War (der erste Titel, der länger als 50 Wochen in den Hörercharts der Sendung Hitline von SWF3 war, weshalb die Teilnahmeregeln geändert wurden) schafften sie es unter Paddy Schmidt zu mehreren Charterfolgen und später zu regelmäßiger Medienpräsenz, was für die Folk-Rock-Musik ungewöhnlich war. Mehrfach traten sie als Vorgruppe oder gleichberechtigte Partner bei Konzerten von Künstlern wie BAP, Beach Boys, Herbert Grönemeyer, The Pogues, Pur, Deep Purple, The Hooters, Jethro Tull, The Dubliners und Runrig auf. Außerdem hatte die Band etliche Fernsehauftritte (Live im Schlachthof (BR), Radio Bremen, ZDF-Fernsehgarten, ARD Disney Club, Sat.1-Frühstücksfernsehen, ZDF-Drehscheibe, VIVA, Hessen 3, SWR und andere).
Zwischen 1998 und 2001 gab es ein kurzes, aber recht erfolgreiches Revival der Urbesetzung von PGTH: Unter dem Bandnamen Real Ould Paddies traten Paddy Schmidt, Mathias Kohlmann (Gründungsmitglied der Band Wild Silk) und Andreas Reich (Gründungsmitglied der Band An Cat Dubh) mit einer Mischung aus neuen Songs und dem alten Repertoire der Gründerjahre im Großraum Frankfurt am Main bzw. Süddeutschland auf – vornehmlich in Irish Pubs, Musikkneipen und auf Open-Air-Veranstaltungen. Unter dem Titel Live in Germany erschien 2000 ein Konzertmitschnitt aus dem Karlsruher JuBeZ auf CD.
Ein Bruch folgte 2001, als Paddy Schmidt nach 13 Jahren die Band für drei Jahre verließ und Soloambitionen sowie dem kurzlebigen Projekt Paddy Schmidt & Band nachging. Während dieser Zeit füllte der Sänger Mark Patrick aus den USA diese Lücke.
Seit März 2005 ist Paddy Schmidt wieder der Kopf und Sänger von Paddy Goes to Holyhead. Mit ihm kam sein alter Freund und Keyboarder aus der „Ready for Paddy“-Zeit, Jo Naumann, zurück in die Band. Neben 30 Bandauftritten im Jahr tritt Schmidt rund 200 Mal solo, im Duo (überwiegend mit Uhu Bender, aber auch Nicole Ansperger) und vereinzelt Trio auf.
2008 hatte der Schlagzeuger Kalle Spriestersbach in Aschaffenburg seinen letzten Liveauftritt mit PGTH. Er verließ die Band nach 17 Jahren aus beruflichen Gründen und wurde für zwei Jahre durch Dirk Schimmel Schäfer aus Wetzlar ersetzt. Für kurze Zeit ist Kalle Spriestersbach jedoch wieder an seine alte Wirkungsstätte zurückgekehrt (2010–2014).
Seit Anfang 2016 ist Almut Ritter wieder die alleinige Geigerin von Paddy Goes To Holyhead. Im selben Jahr stieß auch der Schlagwerker Günter Bozem zur Band, der besonders bei größeren Auftritten Paddy Goes To Holyhead perkussiv unterstützt, wenn die Band, bestehend aus Paddy Schmidt, Uhu Bender und Almut Ritter nicht in akustischer Triobesetzung auftritt.

## Besetzung
Die aktuelle Besetzung (seit Anfang 2016) ist im Folgenden hervorgehoben:
- Paddy Schmidt – Gesang, Gitarre, Mundharmonika, Tin Whistle, Bagpipes (1988–2001, seit 2005)
- Rainer Opitz – Banjo, Mandoline, Gitarre, Bodhrán, Gesang (1988 bis Mitte 1991)
- Andreas Reich geb. Gottwald – Bodhrán, Akkordeon, Keyboard, Didgeridoo, Trommel, Gesang (1988–1991); 1992–2003 bei An Cat Dubh (ebenfalls aus Darmstadt)
- Mathias Kohlmann – Mandoline, Bouzuki, Geige, Tin Whistle, Bodhrán, Gesang (1989–1993)
- Jo Naumann – Akkordeon, Keyboard, Gesang (1991–1996, seit 2005–2015)
- Kalle Spriestersbach – Schlagzeug (1993–2008, seit 12/2010–2014); vormals Crazy ’bout Kinski (ebenfalls aus Darmstadt)
- Andi Kopp – Bass (1993–1998); vormals Crazy ’bout Kinski
- Almut Ritter – Geige, Harfe, Concertina, Tin Whistle (1993–1997, seit 2016)
- Blacky P. Schwarz – Keyboard, Begleitgesang (1996–1998)
- Helen Mannert – Geige, Akkordeon, Gesang (1997–2001, seit 2013–2015)
- Jürgen Köhler – Akkordeon, Keyboard (1998, 2000 bis 2003)
- Markus „Hochwürden“ Ries – Bass (1998–2001)
- Rüdiger Kist – Akkordeon, Keyboard (1999, 2003–2005)
- Jens Kempgens – Geige (2001–2004)
- Wolfgang Ritter – Bass (2001–2004)
- Mark Patrick – Gesang, Gitarre (2002–2004)
- Boris Mittelstädt – Bass (2004)
- Marian Juravlea – Geige (2004)
- Uwe „Uhu“ Bender – Bass, Gesang, Mandoline (seit 2005)
- Nicole Ansperger – Geige (2005–2013)
- Dirk „Schimmel“ Schäfer – Schlagzeug (07/2008 – 11/2010)
- Günter Bozem – Percussion (seit 2016)

## Diskografie
- 1989: The Fairy King (Tape, Eigenverlag)
- 1989: On the One Road (Tape, Eigenverlag)
- 1990: Emigrants (Vinyl-LP, Eigenverlag)
- 1991: Live in Darmstadt (Tape, Eigenverlag)
- 1992: Here's to the People (Indigo)
- 1993: Supermegaultraliveshow (Indigo)
- 1994: Ready for Paddy? (Indigo)
- 1996: E. & O.E. (Indigo)
- 1998: Hooray (Indigo)
- 1998: Live (Indigo)
- 2000: Paddy Tales (Indigo)
- 2002: Red Letter Days (Indigo)
- 2004: Acoustic Nights (Indigo)
- 2024: best of 35 years (Indigo)

## Videoalben
- 1995: Bound Around (Holyhead Promotion)

## Bücher
- 1995: Paddy Goes To Holyhead Songbook (Holyhead Promotion)